# Walter Griffiths
Pour les articles homonymes, voir Griffiths.
Walter Griffiths (né le 4 juillet 1867, mort le 4 septembre 1900) est un membre du Parlement d'Australie-Méridionale.

## Biographie
Après des études à Adelaïde, il se rend dans le Territoire du Nord pour travailler pour son oncle William Griffiths, propriétaire de mines. À la mort de celui-ci en 1892, il reprend la direction de son entreprise. 
Élu en 1993 à l'âge de 25 ans au Parlement d'Australie-Méridionale, il en a été le plus jeune membre.
Griffiths était farouchement opposé à l'immigration asiatique, car il pensait que ceux-ci allaient prendre les emplois des autochtones. Il était aussi opposé au vote des femmes. Il a été confortablement réélu.
Pendant qu'il était en Angleterre, le gouvernement australien l'a nommé commissaire spécial des mines, mais quelques semaines après son retour, il a contracté la fièvre typhoïde, et est mort à l'hôpital d'Adélaïde à l'âge de 33 ans.

## Référence
- (en) Cet article est partiellement ou en totalité issu de l’article de Wikipédia en anglais intitulé « Walter Griffiths » (voir la liste des auteurs).

1. ↑  « Death of Mr. Walter Griffiths, M.P. - Northern Territory Times and Gazette (Darwin, NT : 1873 - 1927) - 7 Sep 1900 », sur Trove (consulté le 8 août 2020).